# 金沢景子
金沢 景子（かなざわ けいこ、1946年9月15日 - 1983年9月12日）は日本の演歌歌手、女優。本名は三原志津子。石川県七尾市出身。

## 来歴
七尾市立七尾東部中学校時代は体操競技に打ち込み、石川県大会の平均台種目で優勝経験がある。校内ナンバーワンの美人として誉れ高い存在であり、当時同じ中学校に在籍していた時葉山敏夫が中学卒業を待たずに角界入りをした際には、生徒代表として七尾駅で花束贈呈を担当し見送った。芸能界入り後は東芝からレコードデビューし、女優として映画にも出演した。
その後癌が判明し、数年間の休業・治療を経て一時復帰したが、1983年（昭和58年）死去。37歳没。

## レコード
- 「青い鳥の来る港」
作詞・志賀大介、作曲・中大介、編曲・安形和巳
  - B面「忘れてあげるあきらめる」
作詞・十二村哲、作曲＆編曲・上条たかし

- 「女の霧笛」
作詞・松井由利夫、作曲＆編曲・大沢浄二
  - B面「こぼれ花ブルース」
作詞・松井由利夫、作曲・宇津木浩、編曲・安形和巳

- 「金沢の夜」
  - B面「泣きたいの」

- 「恋の銀河」
作詞・水野礼子、作曲・白野隆一、編曲・川野真
  - B面「涙かくして」
作詞・司京子、作曲＆編曲・山路進一

- 「あたしの命」
  - B面「どうしてこうなの」

- 「歌謡曲小唄」
  - B面「それがたまらない」

## 主な出演

### 映画
- 「藤猛物語　ヤマト魂」（日活）

### テレビドラマ
- 特別機動捜査隊 第315話「栄光二重奏」（1967年、NET、東映）
- 桃太郎侍 第23話「猿の恋ごころ」（1968年、日本テレビ）